# 新衙路
新衙路（Sinya Rd.）為高雄市前鎮區的東西向道路，起端銜接衙東街，末端為新生路，是臨海工業區的聯絡道路之一。

## 行經行政區域
- 前鎮區

## 沿線設施
（由東至西）
- 高雄市立圖書館草衙分館
- 高雄市立前鎮國中
- 新衙公園（龍鳳公園）
- 7-ELEVEN德新門市
- 高雄市前鎮區仁愛國小
- OK超商前鎮新衙店
- 運通企業大樓
- 高雄臨海工業區前鎮園區公園
- 台灣中油雄菱站
- 嘉里大榮物流前鎮營業所

## 公共自行車
- 高雄市公共自行車租賃系統：
  - 前鎮國中(草衙一路)：草衙一路96號(對面)
  - 前鎮國中：新衙路94號(對面)
  - 臨海工業區前鎮園區公園：新衙路/德昌街94巷(西南側)

## 相關連結
- 高雄市主要道路列表